# Sự kiện Lengkong
Sự kiện Lengkong là một biến cố xảy ra vào ngày 25 tháng 1 năm 1946, khi các học viên của Học viện Quân sự Indonesia mới thành lập và binh lính Nhật Bản bất ngờ giao chiến lẫn nhau.

## Sự kiện
Chiều ngày 25 tháng 1 năm 1946, một nhóm học viên sĩ quan tại Học viện Quân sự Indonesia mới nhập học tại Tangerang dưới sự lãnh đạo của Thiếu tá Daan Mogot đã đến một khu căn cứ của người Nhật ở Lengkong mà nay là Nam Tangerang, để thảo luận về việc giải giới quân đội Nhật và thu giữ vũ khí của họ. Các cuộc đàm phán, khởi đầu qua việc chuyển giao một số tù nhân chiến tranh người Gurkha, ban đầu diễn ra tốt đẹp và nhóm học viên sĩ quan liền bắt đầu thu thập vũ khí, bỗng dưng có một tiếng súng nổ – không rõ thủ phạm là ai, có tài liệu kể lại là do một trong những tù nhân Gurkha đã vô tình khai hỏa và một tài liệu khác cho biết một học viên sĩ quan tình cờ bóp cò súng nhắm vào họ.
Sau khi nghe tiếng súng nổ, đám lính Nhật hiểu lầm phía bên kia định tham chiến bèn vội lấy lại vũ khí thu giữ được và bắt đầu tấn công nhóm học viên sĩ quan này. Trong cuộc đấu súng ngay sau đó, 33 học viên và 3 viên sĩ quan Indonesia, bao gồm cả Daan Mogot, đều thiệt mạng. Quân đội Indonesia khi biết được tin này đã đe dọa sẽ gửi binh lính đến Lengkong làm rõ vụ việc, khiến các đơn vị đồn trú của quân đội Nhật đành phải hạ vũ khí đầu hàng.

## Hậu quả
Nhóm học viên và sĩ quan tử trận đều được quân đội chôn cất trong một khu rừng gần đó, dù sau này họ được cải táng trên một khu đất gần trụ sở trung đoàn của Tangerang, và địa điểm mai táng ngày nay còn được gọi là Nghĩa trang Anh hùng Học viên Sĩ quan (tiếng Indonesia: Taman Makam Pahlawan Taruna). Chính phủ còn cho dựng lên cả một tượng đài tại nơi xảy ra vụ việc vào năm 1993, và năm 2005, Tham mưu trưởng Lục quân Ryamizard Ryacudu đã ấn định ngày 25 tháng 1, ngày xảy ra biến cố này, làm ngày kỷ niệm cho Học viện Quân sự Indonesia.